# There's a Poison Goin' On
There's a Poison Goin' On è il settimo album discografico in studio del gruppo musicale hip hop statunitense Public Enemy, pubblicato nel 1999.

## Tracce
1. Dark Side of the Wall: 2000 – 1:36
2. Do You Wanna Go Our Way??? – 3:56
3. LSD – 3:30
4. Here I Go – 3:05
5. 41:19 – 3:57
6. Crash – 3:48
7. Crayola – 3:30
8. First the Sheep, Next the Shepherd? – 3:17
9. World Tour Sessions – 4:27
10. Last Mass of the Caballeros – 3:56
11. I – 4:30
12. What What – 5:02
13. Kevorkian – 2:37
14. Swindlers Lust – 5:23